# Drymophila malura
A Drymophila malura a madarak osztályának verébalakúak (Passeriformes) rendjébe és a hangyászmadárfélék (Thamnophilidae) családjába tartozó faj.

## Rendszerezése
A fajt Coenraad Jacob Temminck holland arisztokrata és zoológus írta le 1825-ben, a Myothera nembe Myothera malura néven.

## Előfordulása
Argentína, Brazília és Paraguay területén honos. Természetes élőhelyei a szubtrópusi vagy trópusi síkvidéki és hegyi esőerdők. Állandó, nem vonuló faj.

## Megjelenése
Testhossza 15 centiméter, testtömege 11–13 gramm.

## Életmódja
Kevésbé ismert, valószínűleg rovarokkal és pókokkal táplálkozik.

## Természetvédelmi helyzete
Az elterjedési területe nagyon nagy, egyedszáma pedig stabil. A Természetvédelmi Világszövetség Vörös listáján nem fenyegetett fajként szerepel.

## További információ
- Képek az interneten a fajról
- Xeno-canto.org - a faj hangja és elterjedési területe